# Anilios micromma
Anilios micromma är en ormart som beskrevs av Storr1981. Anilios micromma ingår i släktet Anilios och familjen maskormar. Inga underarter finns listade i Catalogue of Life.
Denna orm förekommer i Australien i delstaten Western Australia. Honor lägger ägg. Artepitetet i det vetenskapliga namnet är grekiska för "små ögon".